# Teremtő Alvin meséi
A Teremtő Alvin meséi egy hétrészes alternatív történelmi fantasy regénysorozat, amelyet Orson Scott Card amerikai regényíró jelentetett meg 1987-től. Egy fiatal férfi, Alvin Miller tapasztalatait írja le, aki rájön, hogy hihetetlen erők birtokában van és képes a körülötte lévő dolgok létrehozására és alakítására.

## Cselekmény
A történetek a 19. század elején, az amerikai határvidéken zajlanak egy fantasy környezetben, melynek alapja a korai amerikai folklór és babona. A világban sok karakternek korlátozott természetfeletti képessége, azaz „fortélya” van, melyekkel néhány feladatot közel tökéletesen tudnak elvégezni.
A történetek számos történelmi eseményt és alakot érintenek, de mint az alternatív történelem kreálmányaként. Ami a Gyarmati Egyesült Államok néven volt dokumentálva, az a könyvekben különálló nemzetekre van osztva, köztük egy kisebb Egyesült Államokra. Sokkal erősebb indián befolyás jelenik az Új-Anglia, Virginia és nyugat felé Ohio területén a kultúrában és a társadalomban. A keleti partvidék déli részén található monarchiát, melyet "Korona-Kolóniáknak" neveznek, a száműzetésben lévő Stuart-ház alapította. Ezenkívül számos történelmi személyiség vagy karikatúraként jelenik meg, vagy csak felületesen hasonlít történelmi személyhez.
Néhány történelmi személy is fortély birtokában van, mint például Benjamin Franklin (ő nem szerepel, de többször említik), aki állítólag Teremtő volt, és Napóleon, aki képes arra, hogy mások imádják, engedelmeskedjenek neki, és hogy lássa mások ambícióit.
Híres indián alakok között szerepel Tecumseh, akit a könyvekben „Te-Kumsza”-nak neveznek. Testvére, Tenskwatawa is szerepel, mint „Tenszkva-Teva”. A könyvben megjelenik a híres Tippecanoe-i csata, amelyben mindkét testvér részt vett, viszont kimenetele eltér a történelmi valóságtól.

## Művek

### Könyvek
- A hetedik fiú (1987) – Locus-díjas, 1988;[1] Hugo és a World Fantasy dijak jelöltje, 1988
- A rézbőrű próféta (1988) – Nebula-díj jelöltje, 1988; Locus-díjas, 1989;[2] Hugo-díj jelöltje, 1989
- Kovácsinas (1989) – Nebula-díj jelöltje, 1989; Locus-díjas, 1990;[3] Hugo-díj jelöltje, 1990
- Vándorlegény (1995) – Locus-díjas, 1996[4]
- Fáklya (regény) (1998) – Locus-díj jelöltje, 1999[5]
- Kristályváros (2003)
- Teremtő Alvin (előkészületben)[6]

### Rövid művek
- "Hatrack folyó" – rövid regény, megjelent az Asimovs magazinban (1986. augusztus)
- "Prentice Alvin and the No-Good Plow" – vers, megjelent a Maps in a Mirrorban (1990)
- "Grinning Man" – novella, megjelent a Legendsben (1998)
- "The Yazoo Queen" – novella, megjelent a Legends II (2003) folyóiratban
- "Alvin and the Apple Tree" – novella, megjelent a Dead Man's Handben (2014)
- "Naysayers" – novella, megjelent a National Review folyóiratban (2015. november 19.)[7]

### Egyéb művek
- Red Prophet: The Tales Of Alvin Maker – képregénysorozat
- Alvin Maker Game – MMORPG –, amely 2005-ben fejlesztés alatt állt, de nem jelent meg[8]

## Magyarul
- A hetedik fiú; ford. Horváth Norbert; Kalandor, Bp., 2002 (Teremtő Alvin meséi)
- A rézbőrű próféta; ford. Horváth Norbert; Kalandor, Bp., 2003 (Teremtő Alvin meséi)
- Kovácsinas; ford. Horváth Norbert; Bolt Kft., Bp., 2004 (Teremtő Alvin meséi)
- Vándorlegény; ford. Horváth Norbert; Bolt Kft., Bp., 2005 (Teremtő Alvin meséi)
- Fáklya; ford. Horváth Norbert; Kalandor, Bp., 2008 (Teremtő Alvin meséi)
- Kristályváros; ford. Horváth Norbert; Delta Vision, Bp., 2015 (Teremtő Alvin meséi)

## Szereplők

### Alvin Miller
Alvin Miller, a hetedik fiú hetedik fia rájön, hogy fortélya messze felülmúlja mindenki másét. Mind az élő, mind az élettelen anyagot egyszerűen az akart erejével képes megváltoztatni (innen a "Teremtő" név). Ez az erő viszont egy árral jár; Alvin nemcsak nagy felelősséget érez arra, hogy erejét jóra használja, hanem vannak olyan erők, amelyek aktívan a halálát keresik.
Alvinnak, miközben a túlélésért küzd, fel kell fedeznie, hogy hogyan használja képességeit és hogyan fordítsa őket jóra. Útja során számos olyan ember segíti neki, akiknek a fortélya nem olyan erős, de Alvinban egy olyan utat látnak, melyen a bölcsességük és a képességük használatával a nagyobb jót tudják szolgálni. Vannak pedig, akik megpróbálják félrevezetni vagy képességeit a saját céljaikra kihasználni.

### Alternatív történelmi karakterek
- William Blake (mint Mesemondó)
- William Henry Harrison
- Andrew Jackson
- Napoleon Bonaparte
- Marquis de La Fayette
- Daniel Webster
- Denmark Vesey
- John Adams
- Abraham Lincoln
- Honoré de Balzac
- John James Audubon
- Ralph Waldo Emerson
- Tecumseh (mint Te-Kumsza)
- Tenskwatawa (mint Lolla-Wossiky/Tenszkva-Teva)
- Stephen F. Austin
- James Bowie

### Említett szereplők
Ezek a szereplők meg vannak említve, de nem jelennek meg.
- Benjamin Franklin: "Varázsló"-ként van leírva és lehetséges, hogy ő is "Teremtő". (A hetedik fiú című könyvben jelent meg "Öreg Ben"-ként.)
- George Washington: "Lord Potomac"-ként van megemlítve aki a Brit korona alatt szolgált, de feladta a csapatait az alternatív történelemben zajlott amerikai forradalomban.
- Thomas Jefferson: Ebben az idővonalban az Amerikai Egyesült Államok első elnöke.
- John Quincy Adams: A Fáklya cselekménye alatt Massachusetts kormányzójaként szolgál.

### A Pusztító
A Pusztító egy természetfeletti erő, amely darabokra töri az anyagot, és célja, hogy mindent és mindenkit elpusztítson. A Pusztító lényegében entrópia, mint egy tudatos, romboló entitás. A Pusztító Alvin Miller nemezise. Alvin kivételes erővel és bámulatos kreativitással rendelkezik, aki meggazdagítja az életet mind a tárgyak, mind a társadalmi hidak építésével, ezzel fenyegetve és akadályozva a Pusztítót. A pusztító többször megkísérli Alvin felszámolását, először Alvin gyermekkorában balesetek formájában (főleg fulladással, mivel a víz természetes pusztító erővel bír), később pedig arra ösztönzi az embereket, hogy szembe álljanak vele és bemocskolják a nevét.
Valamit készíteni az a Pusztítóval való szembenállás, viszont gyakran hangoztatják, hogy ez haszontalan, ugyanis a természet törvényei szerint a Pusztító gyorsabban képes rombolni, mint bárki más építeni. Ugyanakkor, a Teremtés nem törődik a természet törvényivel. Ahogyan a Mesemondó elmondta a hétéves Alvinnak, az úgynevezett Kristályváros létrehozása legyőzheti, sőt meg is semmisítheti a Pusztítót. Ennek elkészítése fog Alvin életcéljává válni.A Pusztító általában nem észlelhető a legtöbb ember számára, viszont Alvin a látómezője körül pislákolva észlelheti őt. Akkor jelenik meg, amikor arra van szükség, hogy háborúba és pusztításba csábítsa az embereket, ekkor a leghatékonyabb formát ölti; a pap meglát egy angyalt, a rabszolgatartó, egy hatalmas felügyelőt stb. Azoknak nem jelennek meg, akik önként pusztítanak – ők már az ő ügyét szolgálják.

## Motívumok

### Mormonizmus
Alvin hasonló tulajdonságokkal rendelkezik, mint Az Utolsó Napi Szentek Jézus Krisztus Egyháza alapítója, Joseph Smith; a Hetedik Fiú egyes eseményei hasonlóak Smith gyermekkorának eseményeihez. Alvinnak van egy látomása melyben megépíti a Kristályvárost, amely hasonló az illinoisi Nauvoo egyházi településekhez. Alvin esélyesnek látta, hogy a Kristályváros megépítése után meghal, ami Smith karthágói halálára utalhat. Alvin volt Joseph Smith legidősebb testvérének a neve is .

### Rassz
A rassz is nagy szerepet játszik a történetekben, különösen abban, hogy a kultúra alakítja azokat a képességeket, amelyet a különböző embercsoportok birtokolnak. A "Fehérek" olyan fortélyokkal vagy művelt képességekkel rendelkeznek, amelyek a gyarmati Amerika és Nyugat-Európa folklórjából és hagyományaiból származnak. A "Rézbőrűek" igazodnak a természet ritmusához, viszont vért is használnak varázslataik végrehajtásához. A "Feketék" az erejüket tárgyakba irányítják, a vudu varázsláshoz hasonlóan.

### Konfliktus
A könyvek visszatérő témája az Alkotók és a Rombolók közötti konfliktus – nevezetesen az a Teremtés, amit Alvin végez, és a Pusztítás, amellyel szembe kell nézne.

## Fordítás
Ez a szócikk részben vagy egészben  a   The Tales of Alvin Maker című angol Wikipédia-szócikk ezen változatának fordításán alapul.  Az eredeti cikk szerkesztőit annak laptörténete sorolja fel. Ez a jelzés csupán a megfogalmazás eredetét és a szerzői jogokat jelzi, nem szolgál a cikkben szereplő információk forrásmegjelöléseként.